# Albertina Iossifowna Kolokolzewa
Albertina „Berta“ Iossifowna Kolokolzewa (russisch Альбертина Иосифовна Колокольцева, wiss. Transliteration Al'bertina Iosifovna Kolokol'ceva; * 29. Oktober 1937 in Kemerowo) ist eine ehemalige sowjetische Eisschnellläuferin.
Kolokolzewa, die für den Trud Moskau startete, nahm nur in der Saison 1963/64 an internationalen Rennen teil. Dabei gewann sie bei den Olympischen Winterspielen 1964 in Innsbruck die Bronzemedaille über 1500 m. Bei den sowjetischen Meisterschaften 1964 wurde sie Zweite über 1500 m und siegte über 1000 m.

## Persönliche Bestzeiten
| Disziplin | Zeit        | Datum            | Ort           |
| --------- | ----------- | ---------------- | ------------- |
| 500 m     | 46,40 s     | 11. Januar 1964  | Tscheljabinsk |
| 1000 m    | 1:35,80 min | 12. Februar 1964 | Moskau        |
| 1500 m    | 2:27,10 min | 31. Januar 1964  | Innsbruck     |
| 3000 m    | 5:17,50 min | 12. Januar 1964  | Tscheljabinsk |